# خلنج عشبي
خلنج عشبي (الاسم العلمي:Erica herbacea) (بالإنجليزية: winter heath, winter flowering heather, spring heath, alpine heath)‏ هو نوع من النباتات يتبع جنس الخلنج من الفصيلة الخلنجية.

## أسماء أخرى
خلنج شتوي وخلنج ألبي وخلنج ربيعي وخلنج متوسطي وخلنج لحمي.

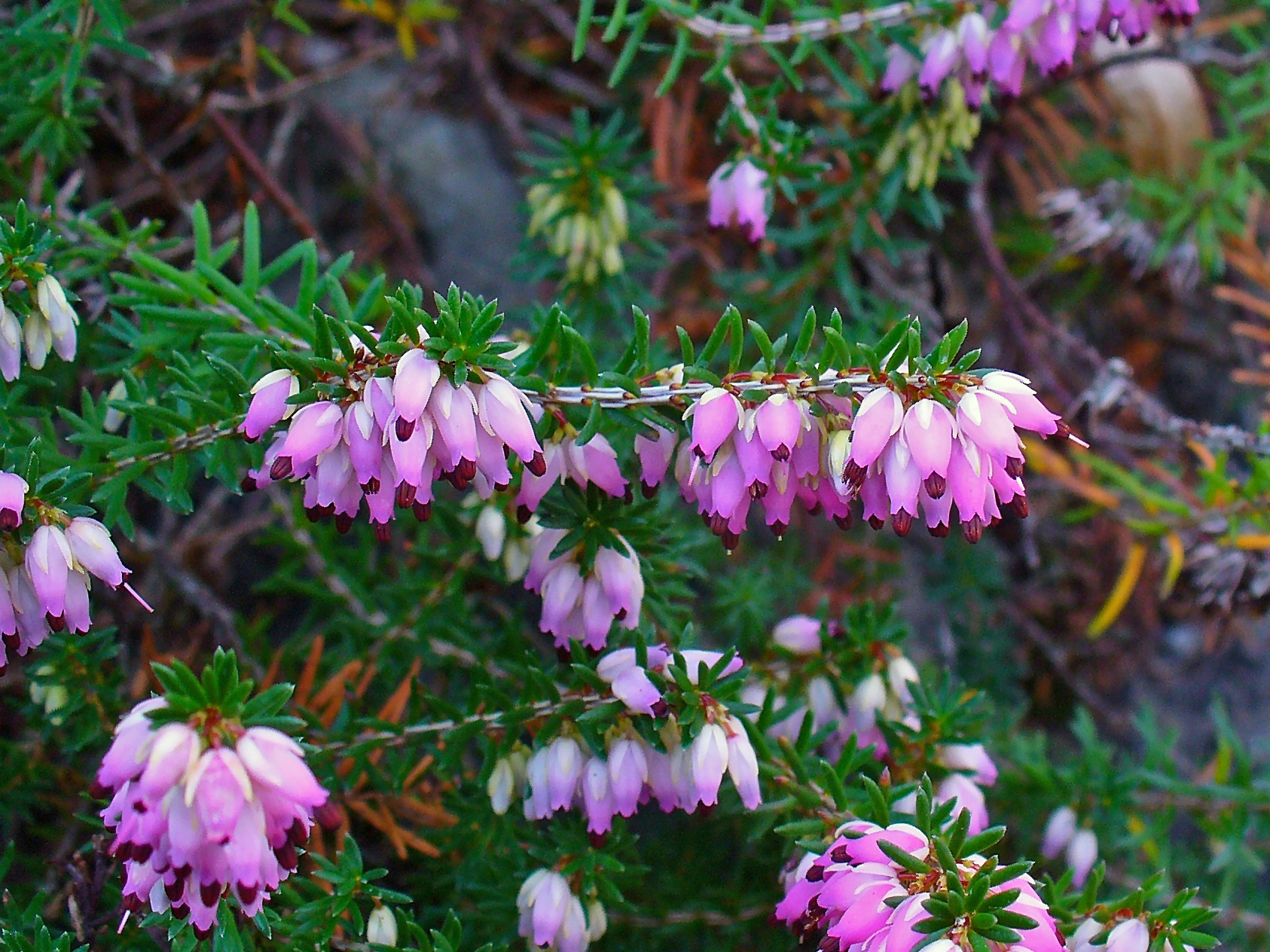
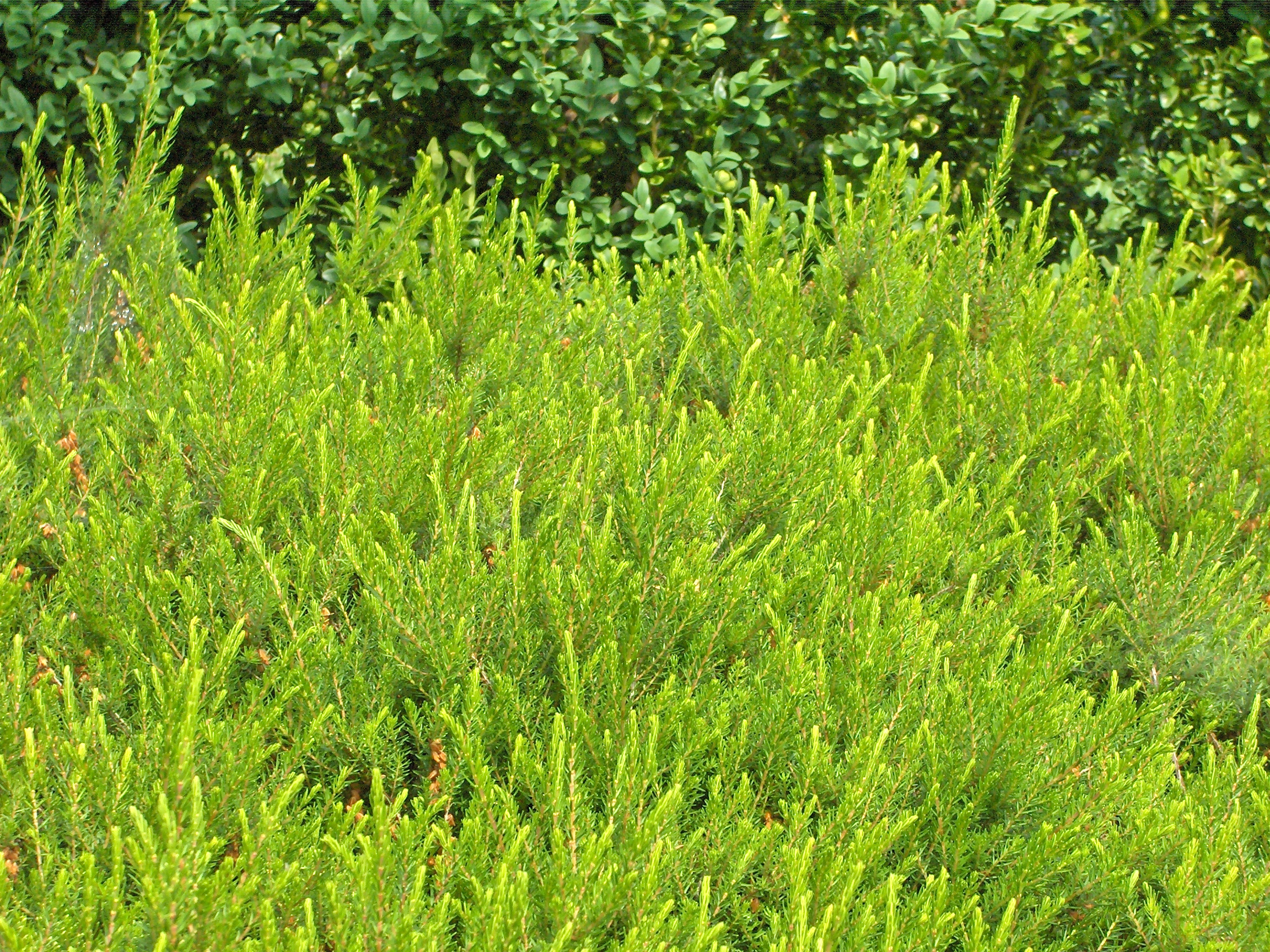
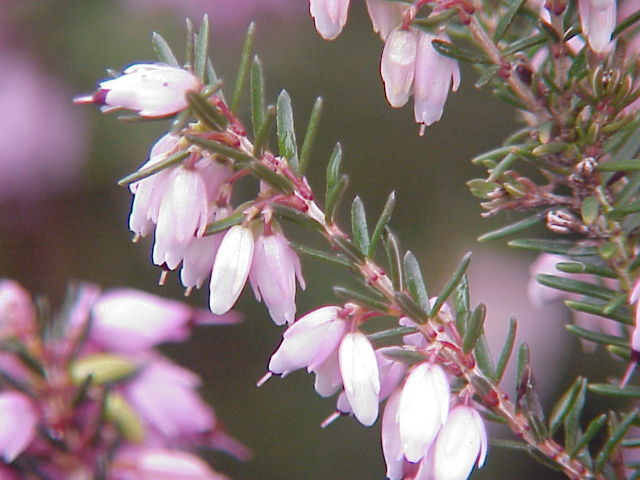